# Wikimedia Deutschland
Wikimedia Deutschland – Gesellschaft zur Förderung Freien Wissens (WMDE) ist ein gemeinnütziger Verein, der 2004 von Mitgliedern der deutschen Wikipedia-Community gegründet wurde. Er wurde 2004 von der Wikimedia Foundation, die die Wikipedia und andere Projekte betreibt, als erste nationale Länderorganisation anerkannt. Der Verein hat über 100.000 Mitglieder und beschäftigt rund 160 Angestellte, unter anderem für Öffentlichkeitsarbeit, für die Entwicklung der Wissensdatenbank Wikidata, für die Unterstützung der Zusammenarbeit der Ehrenamtlichen in der Wikipedia und ihren Schwesterprojekten (Treffen, Material, Kooperationen mit Institutionen) und für die Weiterentwicklung der Wikipedia-Software. Er setzt sich darüber hinaus auch für die Zugänglichmachung von Information als Freies Wissen im Allgemeinen ein.

## Ziele und Aktivitäten
Der Verein beschreibt in seiner Satzung die allgemeinen Ziele wie folgt:

„Zweck des Vereins ist es, die Erstellung, Sammlung und Verbreitung Freier Inhalte (englisch Open Content) in selbstloser Tätigkeit zu fördern, um die Chancengleichheit beim Zugang zu Wissen und die Bildung zu fördern.“

Im Einzelnen legt die Satzung als Ziele fest,
- dass bei der Sammlung und Verbreitung vorrangig Wikis verwendet werden sollen,
- dass der Verein die Aufgaben einer Sektion der Wikimedia Foundation erfüllen soll,
- dass folgende Tätigkeiten dem Vereinszweck dienen:
  - die Unterstützung des Betriebs der Wikis der Wikimedia Foundation;
  - die Offline-Verbreitung der Inhalte der Wikimedia-Projekte in digitaler oder gedruckter Form;
  - die Durchführung von Informationsveranstaltungen und die Erstellung und Verbreitung von Informationsmaterial über freie Inhalte, Wikis und die Wikimedia-Projekte;
  - die Klärung wissenschaftlicher, sozialer, kultureller und rechtlicher Fragen im Zusammenhang mit freien Inhalten und Wikis.

Der Verein engagiert sich in der Software-Entwicklung rund um Wikimedia-Projekte, unterstützt Vorhaben von Freiwilligen verschiedener Wikimedia-Projekte (unter anderem der Wikipedia) und kooperiert mit Bildungs-, Wissenschafts- sowie Kulturinstitutionen zum Thema „freies Wissen“.

### Werterahmen für Wikimedia Deutschland
Auf der 27. Mitgliederversammlung im Mai 2022 wurde ein Werterahmen für Wikimedia Deutschland beschlossen. Dieser Werterahmen soll für Präsidium, Vorstand und Mitarbeitende als Grundlage für strategische Entscheidungen, in der programmatischen Ausrichtung sowie bei der Abwägung von schwierigen Entscheidungen dienen.

„Beteiligung, Diversität, freier und offener Zugang, Gerechtigkeit, Nachhaltigkeit und respektvolle Zusammenarbeit – diese Werte machen Wikimedia Deutschland im Kern aus. Sie sind unser Ansporn und zugleich der Anspruch, dem wir uns als Verein tagtäglich stellen, immer mit der Absicht, aus Fehlern zu lernen.“

## Struktur

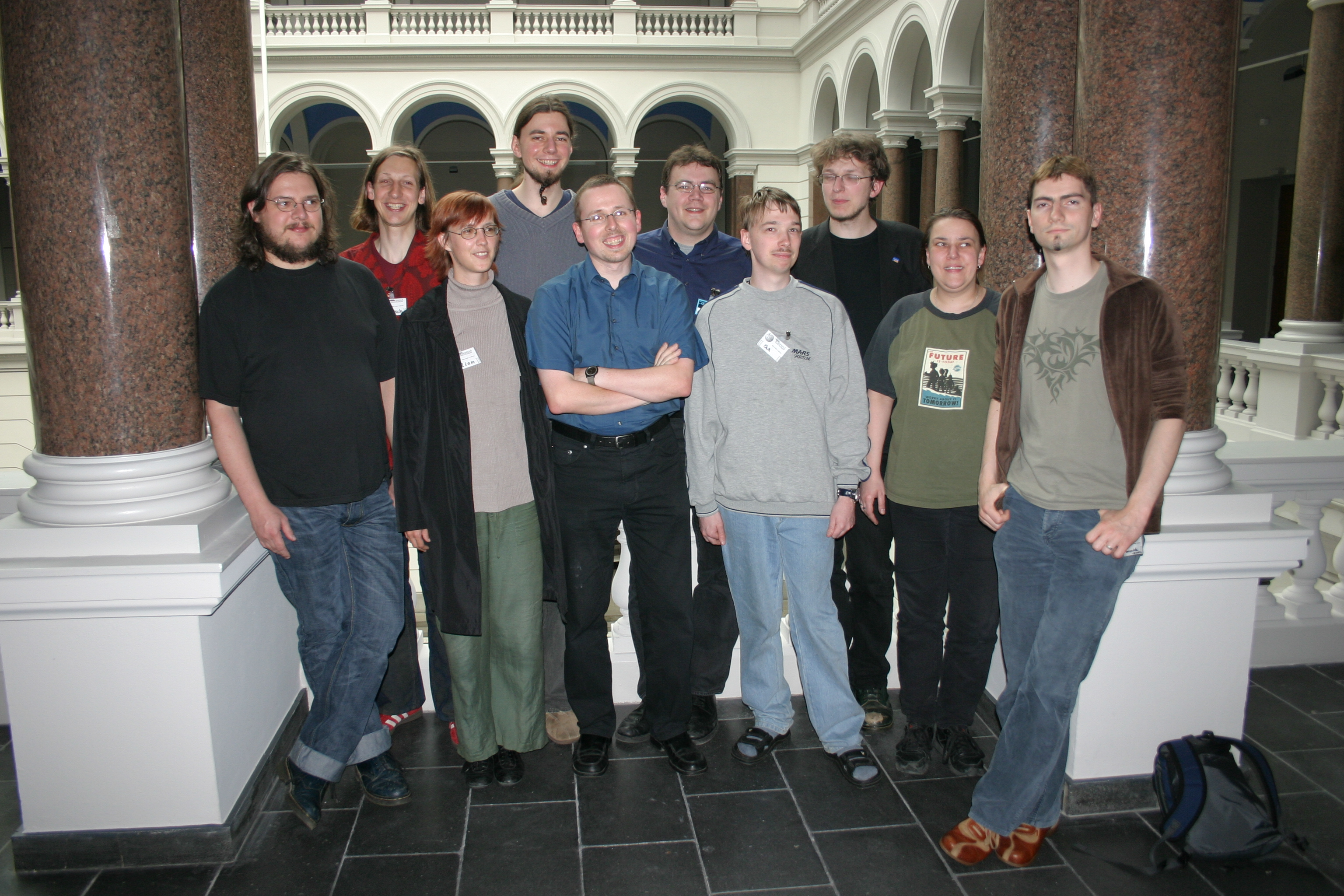
Der Gründungsvorstand der Wikimedia Deutschland. Hintere Reihe (v. l. n. r.): Jakob Voß, Kurt Jansson, Arne Klempert, Mathias Schindler; Vordere Reihe: Achim Raschka, Elisabeth Bauer, Joachim Kerschbaumer, Daniel Baur, Henriette Fiebig, André Darmochwal

Der Verein wurde am 13. Juni 2004 von 34 Wikipedia-Autoren gegründet und am 25. Oktober 2004 in das Vereinsregister des Amtsgerichts Berlin-Charlottenburg eingetragen. Er ist aufgrund des Vereinszwecks der Bildungsförderung als gemeinnützig anerkannt.

### Organe

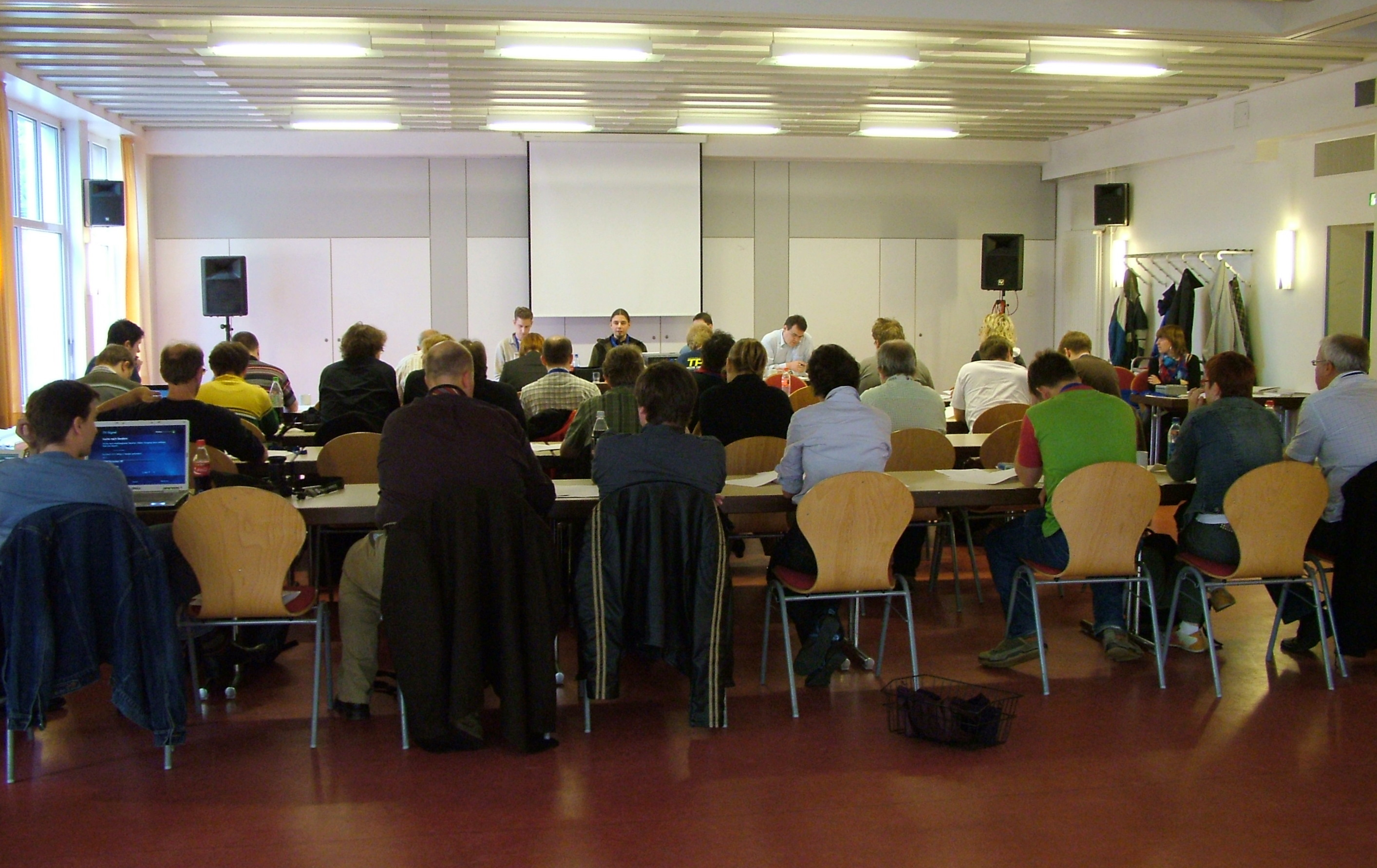
Mitgliederversammlung am 15. Juni 2008

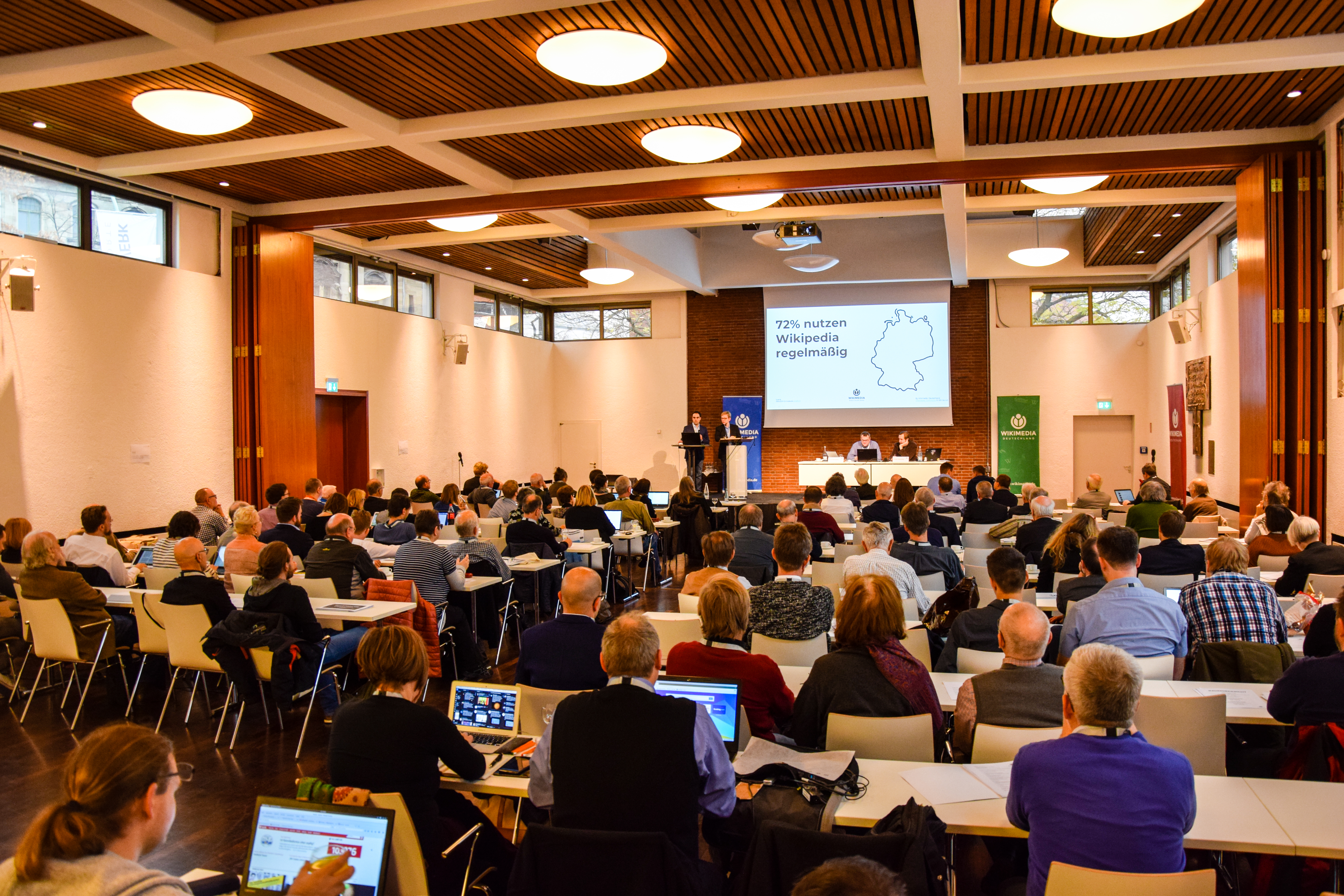
21. Mitgliederversammlung am 18. November 2017 in Berlin

Organe des Vereins sind die Mitgliederversammlung, das ehrenamtliche Präsidium und der hauptamtlich geschäftsführende Vorstand.

#### Mitgliederversammlung

Entwicklung der Mitgliederzahl von Wikimedia Deutschland 2011–2018

Die Mitgliederversammlung ist oberstes Vereinsorgan. Sie beschließt über grundsätzliche Vereinsfragen und -angelegenheiten, wählt das Präsidium und entscheidet, ob Präsidium und Vorstand entlastet werden. An Wahlen sowie Entscheidungen über Satzungs- und Beitragsänderungen können aktive Mitglieder per Fernwahl teilnehmen. Über einfache Anträge entscheiden die anwesenden Mitglieder.
Nach eigenen Angaben wuchs die Mitgliederzahl bis April 2019 auf über 72.000 an. Zusätzlich ist der Wikipedia-Mitbegründer Jimmy Wales Ehrenmitglied des Vereins. Im Mai 2022 überschritt die Mitgliederzahl die 100.000.
Fördermitglieder sind nicht stimmberechtigt. Ehrenmitglieder sind per Satzung von der Beitragszahlung befreit; sie haben die gleichen Rechte wie aktive Mitglieder.
Seit 2011 finden Mitgliederversammlungen zweimal jährlich statt.

#### Präsidium
Bis zu einer Änderung der Vereinssatzung am 19. März 2011 hatte ein ehrenamtlicher Vorstand die hauptsächlichen Funktionen des heutigen Präsidiums inne, war aber zur gesetzlichen Vertretung des Vereins im Sinne des § 26 BGB berechtigt und damit prinzipiell auch haftbar für Rechtsgeschäfte des Vereins.
Das heutige ehrenamtliche Präsidium besteht aus einem Vorsitzenden, einem Schatzmeister und fünf Beisitzern, außerdem können zwei weitere Präsidiumsmitglieder kooptiert werden. Es hat nicht mehr die gesetzliche Vertretung des Vereins inne.
Das Präsidium bestellt, beaufsichtigt und beruft den Vorstand ab und ist außerdem verantwortlich für die strategische Ausrichtung des Vereins. Das Präsidium vertritt den Verein in Körperschaften, an denen er beteiligt ist.
Vorsitzender des Präsidiums war von Dezember 2018 bis Mai 2022 Lukas Mezger. Auf der 27. Mitgliederversammlung wurde am 14. Mai 2022 Alice Wiegand zu seiner Nachfolgerin gewählt. Mezger stellte sich selbst nicht mehr zur Wahl.

#### Vorstand
Von 2006 bis zu einer Änderung der Vereinssatzung am 19. März 2011 war ein Geschäftsführer unter der Aufsicht eines ehrenamtlichen Vorstands für die laufende Geschäftsführung und die Leitung der Geschäftsstelle zuständig. Er hatte jedoch nicht die Vertretungsbefugnis gemäß § 26 BGB. Seit 2011 ist ein hauptamtlicher Vorstand für die Geschäftsführung verantwortlich und vertritt den Verein zugleich nach außen.
Bisherige Vorstände:
| Zeitraum                              | Vorstand                                         |
| ------------------------------------- | ------------------------------------------------ |
| 20. November 2011 bis 31. August 2014 | Pavel Richter (war Geschäftsführer seit 2009)    |
| 1. September 2014 bis 30. April 2015  | Jan Engelmann (interim)                          |
| 1. Mai 2015 bis 7. Dezember 2016      | Christian Rickerts                               |
| 8. Dezember 2016 bis 29. Januar 2017  | Abraham Taherivand (interim)                     |
| 30. Januar 2017 bis 31. Mai 2021      | Abraham Taherivand                               |
| 1. Juni 2021 bis 31. Juli 2022        | Christian Humborg                                |
| 1. August 2022 bis 31. März 2025      | Christian Humborg (Vorsitzender),Franziska Heine |
| seit 1. April 2025                    | Franziska Heine                                  |

### Angestellte
Im Jahr 2022 beschäftigte der Verein nach eigenen Angaben rund 160 Angestellte.

## Finanzen
Der Verein finanziert sich hauptsächlich aus Spenden und Mitgliedsbeiträgen.
Bis 2009 wurden diese nach eigenen Angaben „in Absprache“ mit der amerikanischen Wikimedia Foundation verwendet – etwa für Technik und Community-Unterstützung – und so ein Beitrag „für die internationale Arbeit geleistet“. Rund 30 % der Jahresausgaben 2009 flossen in Verwaltung und Werbung.
2010 musste der Verein die Hälfte der Spendeneinnahmen an die amerikanische Wikimedia-Stiftung weiterleiten.
Mittlerweile teilt die Wikimedia Foundation dem deutschen Chapter auf Grundlage einer Fundraising-Vereinbarung einen Teil der eingenommenen Spenden zu und gewährt zusätzlich jährlich auf Antrag einen Zuschuss. Im Jahresplan des Vereins für das Jahr 2015 war eine Weiterleitung von mehr als 7,6 Millionen Euro an die US-Stiftung vorgesehen. Wikimedia Deutschland erhielt von den eingenommenen Spenden knapp über 2 Millionen Euro, zuzüglich einer Zuteilung des Spendenverteilungskomitees (FDC) der Wikimedia Foundation von 840.000 Euro. Zum Vergleich: 2013 waren dies 1,5 Millionen Euro Spendenanteil und 1,4 Millionen Euro FDC-Zuschuss.
Daneben sind Mitgliedsbeiträge ein wesentlicher Posten in der Finanzplanung des Vereins geworden. 2022 waren dies 5,1 Millionen Euro. 2021 waren dies 4,6 Millionen Euro.
Verwendet werden die Mittel vor allem für die Tätigkeitsbereiche „Software-Entwicklung“ (1.360.000 € für das Jahr 2015), „Communitys und Engagement“ (770.000 €) sowie „Bildung, Wissenschaft & Kultur“ (610.000 €). Die nächstgrößten Kostenfaktoren sind der Vorstand (490.000 € inklusive Fachreferate Internationale Beziehungen und Politikberatung) und die Kommunikation des Vereins (405.000 €).
Gemeinnützige Wikimedia Fördergesellschaft
Zur Mittelbeschaffung für den Verein und um Spendeneinnahmen an die Wikimedia Foundation weiterleiten zu können, wurde 2010 die Gemeinnützige Wikimedia Fördergesellschaft als gGmbH mit Sitz ebenfalls in Berlin gegründet (Registereintrag HRB 130183 B).
Alleiniger Gesellschafter ist Wikimedia Deutschland. Geschäftsführer und Vertretungsbefugter der Gesellschaft war bis Ende 2023 der hauptamtliche Vorstand.
Die Tochtergesellschaft transferierte 2015 neben Teilen ihrer Spendeneinnahmen eine „Managementpauschale“ von 150.000 Euro an Wikimedia Deutschland.

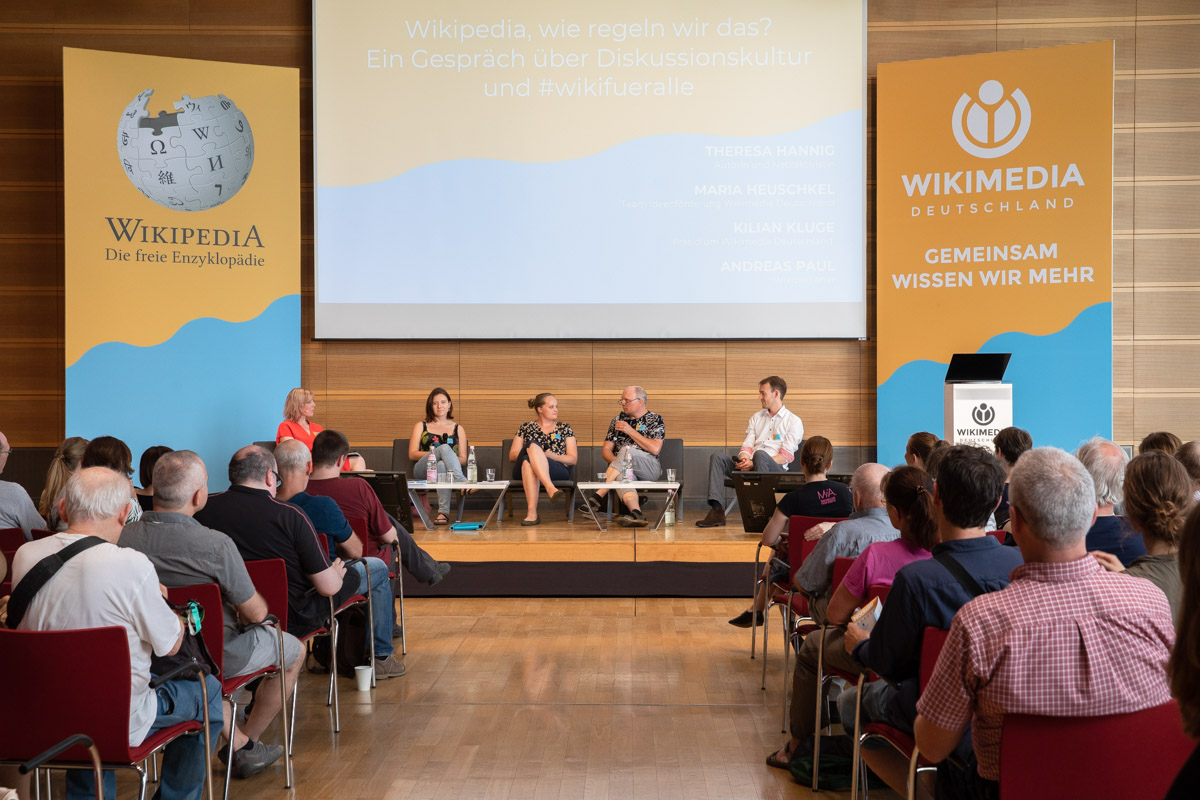
Podiumsdiskussion auf dem Tag des Freien Wissens von Wikimedia Deutschland, Juni 2019

## Kontroversen

### Vergleich mit DZI-Kriterien
Von Mitgliedern und Wikipedianern wurde Wikimedia Deutschland wegen mangelnder Transparenz kritisiert. Seine Ausgaben für Verwaltungs- und Werbeausgaben erwähnte der Verein 2010 in seinem Tätigkeitsbericht nur im Fließtext in dem Zusatz: „Dies macht etwa 30 Prozent der Gesamtausgaben aus und liegt damit unterhalb der Grenze, die etwa das Deutsche Institut für Soziale Fragen (DZI) für gemeinnützige Organisationen festgelegt hat.“ Der Geschäftsführer des DZI, Burkhard Wilke, sagte dazu jedoch: „Man kann mit der Einhaltung dieser Grenze nur werben, wenn man die Ausgaben nach unseren Vorgaben zuordnet, sonst hat das keine Aussagekraft.“ Der damalige Geschäftsführer von Wikimedia Deutschland, Pavel Richter, räumte ein, dass man nicht mit dem DZI zusammenarbeite, sondern dem Rat eines Steuerbüros folge. Der Verein habe „eine entsprechende Kostenstellenrechnung, die die klare Zuordnung aller Kosten zu Projekt- bzw. Verwaltungsausgaben“ ermögliche.
Konrad Lischka erklärte in Spiegel Online, dass man nicht wisse, „ob sich die Wikimedia-Zahlen überhaupt mit der Vorgabe des DZI vergleichen lassen.“ Während bei den 253 für das Spendensiegel untersuchten Organisationen die allgemeinen Werbe- und Verwaltungsausgaben 2007 im Durchschnitt bei 13,8 Prozent der Gesamtausgaben lagen, betrugen diese bei Wikimedia Deutschland im Jahre 2009 knapp 30 Prozent. Am Tätigkeitsbericht des Wikimedia-Vereins falle auf, „dass die Gehälter oder zumindest die Personalkosten insgesamt nicht veröffentlicht werden.“ Nach einer Anfrage des Spiegels sind im Jahr 2009 216.877 Euro an Personalkosten angefallen und für externe Berater 77.683 Euro ausgegeben worden.

### Tochtergesellschaft
Auch die Gründung der Tochter-GmbH „Gemeinnützige Wikimedia Fördergesellschaft“ wurde kontrovers diskutiert. Parallel zu einer von der Mitgliederversammlung beauftragten Arbeitsgruppe „AG Verantwortungsstruktur“ zur Umstrukturierung von Vorstand und Geschäftsführung bereiteten der Vorstand und der Geschäftsführer 2010 die Gründung der Tochtergesellschaft ohne Kenntnis der Arbeitsgruppe und der Mitglieder vor.
Anke Pätsch vom Bundesverband Deutscher Stiftungen äußerte 2010, eine eigene Gesellschaft habe den Vorteil, „dass bei der GmbH die Entscheidungsprozesse schneller sind, weil anders als beim Verein nicht die Mitgliederversammlung allem zustimmen muss“. Konrad Lischka folgerte daraus, die Mitglieder hätten „de facto weniger Einfluss darauf, was mit den Einnahmen geschieht.“ Dem Direktor des Maecenata Instituts an der Humboldt-Universität in Berlin, Rupert Graf Strachwitz, zufolge wäre eine nicht rechtsfähige Stiftung „viel günstiger“ gewesen.

### Vorzeitige Trennung vom Vorstand
Im Mai 2014 verursachte die vorzeitige Trennung des Vereins von Vorstand Pavel Richter eine öffentlich geführte Auseinandersetzung. Der damalige Präsidiumsvorsitzende trat zurück.
In der anschließenden Mitgliederversammlung wurde der Großteil des bisherigen Präsidiums ersetzt; drei ehemalige Vereinsvorsitzende kehrten ins Präsidium zurück; eine wiedergewählte stellvertretende Vorsitzende trat am nächsten Tag von ihrem Amt zurück.

### Kosten-Nutzen-Vergleich der Wikimedia
Im gleichen Zeitraum kürzte die Wikimedia Foundation ihre Geldzuteilung an Wikimedia Deutschland und kritisierte die Kosten für die Vorstandsentlassung; Pavel Richter bekam eine Abfindung und wurde als Berater weiterbeschäftigt. Die amerikanische Stiftung kritisierte außerdem, die Erfolge des Vereins stünden in keinem Verhältnis zu den Kosten.

### Mangelnde Zusammenarbeit mit Ehrenamtlichen
Wikimedia Deutschland ist auch unter den ehrenamtlichen Autoren der Wikipedia umstritten, da der Verein – so die Kritik – die Community der Enzyklopädie vernachlässige. Autoren fordern, dass mehr Ressourcen in die konkrete Unterstützung der Freiwilligen gehen sollten. Zudem sorgten autonome Parallelstrukturen von Verein und Wikipedia für Unmut. Die Wikimedia-Funktionäre hätten in der Wikipedia noch lange nichts zu sagen und umgekehrt.
„Mitglieder der Freiwilligen-Community misstrauen der Arbeit der Geschäftsstellen“, fasste der Journalist Torsten Kleinz bei Heise online zusammen. Für Streit sorgte zum Beispiel eine unabgesprochene Zusammenarbeit des Vereins mit dem ZDF zum Überprüfen von Wahlkampfaussagen durch Wikipedianer. Dies wurde in der Autorenschaft als „Ressourcenfehlleitung in Reinkultur“ kritisiert.

## Rechtliche Auseinandersetzungen
Wie bereits 2006 in einem anderen Fall zum Hacker Tron wurde im November 2008 die von Wikimedia Deutschland betriebene Homepage wikipedia.de per einstweiliger Verfügung gesperrt. Diesmal störte sich der Politiker Lutz Heilmann an Informationen in Wikipedia über seine Stasi-Vergangenheit. Die Sucheingabe auf wikipedia.de leitet lediglich auf den entsprechenden Artikel auf de.wikipedia.org weiter; letztere wird von der amerikanischen Stiftung betrieben. Zu einem Prozess kam es nicht. Drei Tage später wurde die Sperre aufgehoben. Der Fall ereignete sich während der jährlichen Spendenkampagne und löste eine Spendenwelle an Wikimedia Deutschland aus. Anstelle der vorherigen 3500 Euro Spenden am Tag gingen jetzt 16.000 Euro täglich ein.
2008 entschied das Landgericht Köln, dass Wikimedia Deutschland nicht als „Störer“ für Wikipedia-Inhalte haftet. Die Frankfurter Verlagsgruppe sah sich in Wikipedia verunglimpft, hatte deshalb den deutschen Verein 2006 abgemahnt und 2007 Klage eingereicht. Das Gericht befand, dass Wikimedia Deutschland sich den Wikipedia-Inhalt nicht mit der Weiterleitung zu eigen mache. Zudem seien die Wikipedia-Autoren keine Angestellten des Vereins.
2010 konnte Wikimedia Deutschland erneut eine Klageabweisung, diesmal vor dem Landgericht Hamburg, erreichen. Ein ehemaliger Abgeordneter der Hamburgischen Bürgerschaft  wollte mit seiner Klage durchsetzen, dass der Wikipedia-Artikel über ihn samt Diskussionen gelöscht wird. Er argumentierte Heise zufolge: „So sei Wikimedia Deutschland unter anderem durch Veranstaltungen wie der Wikipedia Academy faktisch mit der US-Stiftung verwoben und rekrutiere aktiv Nutzer, die letztlich über den Inhalt der Online-Enzyklopädie bestimmen würden.“ Das Gericht lehnte dies ab: Das Handeln der Wikipedia-Autoren sei nicht dem deutschen Verein zuzuordnen.

## Auszeichnungen
- 2020: Karl-Preusker-Medaille